# Araneus calusa
Araneus calusa là một loài nhện trong họ Araneidae.
Loài này thuộc chi Araneus. Araneus calusa được Herbert Walter Levi miêu tả năm 1973.